# Edward Bulfin
Edward Stanislaus Bulfin (6 de noviembre de 1862-20 de agosto de 1939) fue un general británico durante la Primera Guerra Mundial, donde se ganó una reputación de excelente comandante de brigadas, divisiones y cuerpos. Se le conoce esencialmente por sus acciones durante la  Primera batalla de Ypres, cuando organizó de forma improvisada que sus fuerzas hicieran retroceder el avance alemán. Entre los años 1917 y 1918 comandó el XXI.º Cuerpo Británico en la Campaña del Sinaí y Palestina.

## Biografía

### Primeros años
Bulfin nació cerca de Dublín, el segundo hijo de Patrick Bulfin y Teresa Clare Carroll. Su padre fue hijo de Edward Bulfin deDerrinlough, King's County (ahora Condado de Offaly), y fue elegido Lord Alcalde de Dublín en 1870. Fue educado en Stonyhurst College, y más tarde en la Escuela Pública Católica de Kensington Aunque estudió en Trinity College, Dublín, no consiguió graduarse, eligiendo la carrera militar en su lugar.

### Carrera militar
Bulfin fue comisionado en el regimiento de Yorkshire, de la Princesa de Gales en 1884, continuando su servicio militar con los reales fusileros irlandeses. Fue ascendido a capitán el 30 de enero de 1895. Su carrera no avanzó notablemente hasta la segunda guerra bóer, cuando en noviembre de 1899 fue nombrado brigadier mayor de la 9.ª Brigada. Formó parte de diversas escaramuzas en Sudáfrica, y fue promovido a un brevet mayor en noviembre de 1900. Volvió a las filas regulares de capitán en su regimiento el 12 de diciembre de 1901, y sirvió en Sudáfrica hasta el final de la guerra, cuando salió de Ciudad del Cabo a bordo del SS Walmer Castle a finales de junio de 1902, y llegó a Southampton el mes siguiente. A su regreso a Inglaterra recibió una promoción del título de teniente coronel para Sudáfrica publicada el 26 de junio de 1902, y abandonó el estado de soldado de regimiento a favor de una carrera personal. De 1902 a 1904, trabajó como ayudante general con el I.er Cuerpo, y desde 1906 hasta 1910, como asistente adjunto de la intendencia general de la Colonia del Cabo. Después de volver a Inglaterra, fue ascendido a coronel y recibió el mando de la brigada de Essex, un hecho inusual, ya que Bulfin nunca había mandado un batallón. En 1913, fue ascendido de nuevo, y nombrado comandante del prestigioso comando de la segunda brigada de infantería.

### Primera Guerra Mundial
Al estallar la Primera Guerra Mundial, Bulfin y la 2.ª Brigada fueron transportados al frente occidental como parte de la fuerza expedicionaria británica original. Durante los combates alrededor de Ypres a finales de octubre de 1914, se organizó una fuerza improvisada de seis batallones (conocido como "la fuerza de Bulfin") y condujo un contraataque para detener el avance alemán. Esta acción le valió el elogio considerable del comandante del 1.er Cuerpo, Douglas Haig, así como el comandante de la BEF, John French. En diciembre, se le encargó comandar la recién formada 28.ª División y dirigió esta formación a través de los ataques de gas alemanes en la segunda batalla de Ypres, y también en la batalla de Loos.

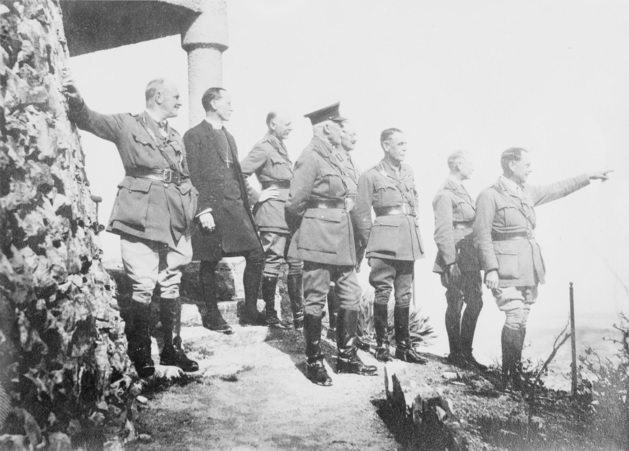
Bulfin, el tercero desde la derecha, con otros generales en el Monte de los Olivos, Jerusalén, 19 de marzo de 1918

Bulfin cayó enfermo en octubre de 1915, y pasó la primera mitad de 1916 recuperándose en Inglaterra, evitando así el traslado al frente de Salónica. Volvió al frente occidental en junio de 1916 para comandar la 60.ª División durante la batalla del Somme, aunque la división no jugó un papel importante en la ofensiva.
Así, en diciembre de 1916, la 60.ª División fue transferida a Salónica, aunque se mantuvieron durante solo seis meses y no tomaron parte en ninguna lucha crucial. De camino a Palestina en junio de 1917, Bulfin fue ascendido a teniente general y se le dio el mando del XXI Cuerpo. Demostró ser un comandante capaz cuando dirigió sus tropas a través de las defensas otomanas en la tercera batalla de Gaza, abriendo camino para la toma de Jerusalén. Más tarde ordenó el cuerpo en la contundente victoria en la batalla de Megido, en los últimos días de la guerra.

### Vida posterior
Después del armisticio, Bulfin permaneció en el ejército en una variedad de posiciones de personal, ganando una promoción a general en 1925. Finalmente se retiró en 1926. Murió en 1939 en su casa de Boscombe, Bournemouth, Dorset. Se había casado con Mary Frances Lonergan en 1898 (inmediatamente antes de su destinación a Sudáfrica), con la que tuvo dos hijos.